# 5GANG: Un altfel de Crăciun
 5GANG: Un altfel de Crăciun  este un film românesc de comedie, lansat în 2019, constituind debutul regizoral al lui Matei Dima, care a scris și scenariul alături de Radu Alexandru și Vali Dobrogeanu.
În povestea filmului, membrii grupului de vloggeri 5Gang, formație alcătuită din următorii cinci membri, Andrei Șelaru (Selly), Diana Condurache (Dia), Andrei Gavril (Gami), Luca Bogdan (Pain) și Mădălin Serban (Mădălin), se interpretează pe ei înșiși într-o poveste care oscilează între prezent (2019) și anul 2075. În alte roluri apar Cosmin Nedelcu (Micutzu), Ana Radu, Laura Giurganu, Dorian Popa, Vali Dobrogeanu și actorul și regizorul filmului, Matei Dima.
Filmul cu tematică de Crăciun a fost lansat pe 27 decembrie 2019, generând în doar patru zile aproape 3 milioane de RON. Ulterior a generat cele mai mari încasări de box-office ale unui film românesc de după Crăciunul anului 1989.

## Poveste
În ajunul Crăciunului din anul 2075, Andrei Șelaru „Selly” (interpretat de actorul Viorel Păunescu) îi spune nepoatei sale, Maria (Mia Nicolescu), o poveste din tinerețea lui.
Înapoi în 2019, povestea spune, 5GANG află de la contabilul lor ca sunt pe zero, deci lefteri. Selly hotărește să facă rost de bani. În timp ce era la (un) club, Selly îl cunoaste pe Carafă (Cosmin Nedelcu). Acesta îi spune că fiica lui, Alina, îi este o mare fană și îi sugerează că ar dori să-și facă fiica fericită cu orice preț. 
Vrând să facă rost de bani, Selly îl sună pa Carafă și îl anunță că acceptă să vină la ziua fiicei lui. Acolo, Selly realizează că fiica mai mică a lui Carafă, Alina, este o rasfățată, fiind „capturat” de aceasta după ce anterior refuzase să stea cu ea, preferând să stea cu sora ei mai mare, Cristina. Existând astfel o problemă, membrii grupului realizează rapid că s-a întamplat ceva neplăcut cu Selly și merg „să-l salveze”, nu înainte de a descifra un mesaj scris greșit din cauza autocorectorului telefonului mobil al lui Selly. Alina este pedepsită, iar membri grupului 5GANG pleacă liniștiti acasă. 
Înapoi în 2075, după ce Maria adoarme, Selly este vizitat de Mădălin (interpretat de Marcel Horobet), Pain (Ion Chelaru), Dia (Doina Stan) și Gami (Ștefan Velniciuc), care îi aduc cadouri. Se aud lovituri puternice la ușă, unde se ivește Dorian (Dorian Popa), spunându-și cunoscuta replică „Hâtz”.

## Distribuție
Personajele sunt în caractere italice.
- Mia Nicolescu	...	Maria din anul 2075, nepoata lui Selly bunic
- Viorel Păunescu	...	Selly din anul 2075
- Doina Stan	...	Dia din anul 2075
- Ștefan Velniciuc	...	Gami din anul 2075
- Ion Chelaru	...	Pain din anul 2075
- Marcel Horobet	...	Mădălin din anul 2075
- Julia Marcan	...	Alina Carafă
- Ana Radu	        ...	Cristina Carafă
- Cosmin Nedelcu	...	Carafă
- Exploit	...	El însuși - Exploit
- Laila Hafiz
- Andrei Șelaru	...	El însuși - Selly din anul 2019
- Diana Condurache	...	Ea însăși - Dia din anul 2019
- Andrei Gavril	...	El însuși - Gami din anul 2019
- Luca Bogdan	...	El însuși - Pain din anul 2019
- Mădălin Serban	...	El însuși - Madalin din anul 2019
- Laura Giurcanu	...	Helga
- Dorian Popa	...	El însuși - Dorian
- Matei Dima	...	Polițistul bun - Good Cop
- Vali Dobrogeanu	...	Polițistul rău - Bad Cop
- Iustin Florea	...	Sosie (a lui Selly)
- Marian Andriescu	...	Chelner

## Recepție
În ciuda succesului comercial, filmul a primit recenzii puternic negative, atât din partea criticilor, cât și din partea audiențelor.

## Box Office
Filmul s-a clasat pe locul 10 în Box Office, un record stabilit pentru o producție românească, după mai bine de 30 de ani. 
Filmul a avut încasări totale în valoare de 6.488.206,10 lei, generate prin 345.842 de intrări în cinema.

## Legături externe
- 5GANG: Un altfel de Crăciun la Internet Movie Database
- Filmul 5Gang:Un altfel de Crăciun pe CineMagia.ro